# Pokémon Nero e Bianco
Pokémon Versione Nera (ポケットモンスター ブラック?, Poketto Monsutā Burakku, Pocket Monsters Black) e Pokémon Versione Bianca (ポケットモンスター ホワイト?, Poketto Monsutā Howaito, Pocket Monster White) sono due videogiochi di ruolo della serie Pokémon per Nintendo DS, pubblicati in Giappone dalla Nintendo il 18 settembre 2010.
I videogiochi, i cui titoli sono stati rivelati l'8 aprile 2010, introducono i Pokémon della quinta generazione.
Come nei titoli precedenti della serie, i due giochi seguono il viaggio di un giovane allenatore di Pokémon attraverso la regione di Unima che allenano i Pokémon usati per competere contro altri allenatori, contrastando nel frattempo i piani dell'organizzazione criminale Team Plasma. Nero e Bianco hanno introdotto 156 nuovi Pokémon, 5 in più rispetto a Pokémon Rosso e Blu, oltre a molte nuove funzionalità, tra cui un ciclo stagionale, Lotte a Rotazione, sprite dei Pokémon completamente animati e Lotte in Triplo. Entrambi i titoli sono indipendenti l'uno dall'altro, ma presentano in gran parte la stessa trama e, sebbene entrambi possano essere giocati separatamente, è necessario scambiare Pokémon tra i due giochi per completare il Pokédex.
Bianco e Nero hanno ricevuto recensioni positive; i critici hanno elogiato i progressi compiuti nel gameplay e nella colonna sonora. I revisori, tuttavia, erano divisi su alcuni design dei personaggi e Pokémon, e alcuni critici ritenevano che i giochi non avessero innovato tanto quanto previsto. Tuttavia, i giochi furono dei successi commerciali; prima dell'uscita giapponese dei giochi, un milione di copie dei giochi vennero preordinate da parte dei consumatori e divennero i titoli per Nintendo DS più veloci a vendere cinque milioni di copie. A settembre 2017, le vendite combinate dei giochi raggiunsero quota 15,64 milioni, collocandoli tra i giochi più venduti per Nintendo DS, subito dopo i loro predecessori, Pokémon Diamante e Perla.
Il 26 febbraio 2012 sono stati annunciati dei sequel dei due titoli, Pokémon Nero 2 e Bianco 2, usciti nello stesso anno. Il 14 gennaio 2014 viene dismesso il servizio Pokémon Global Link per le versioni Nera, Bianca, Nera 2 e Bianca 2.

## Trama

### Ambientazione
Il gioco è ambientato nella regione di Unima, che il game director Jun'ichi Masuda ha dichiarato essere stata concepita traendo ispirazione dalla città di New York e dall'omonimo stato federato statunitense. In tale territorio, che secondo la mitologia del videogioco è stato generato da un atto fondativo compiuto da due eroi gemelli 2500 anni prima delle vicende narrate nel gioco, sono individuabili territori urbanizzati, come la città di Austropoli (ispirata nella sua geografia a New York), come anche porzioni di regione ancora non popolate, come il Deserto della Quiete (dove sono tuttavia reperibili cantieri di edifici destinati a comparire nei sequel di Bianco e Nero) o la Cava Pietraelettrica.

### Storia
Come i precedenti giochi Pokémon, Nero e Bianco seguono entrambi una trama lineare; gli eventi principali si verificano pertanto in un ordine fisso. Il protagonista del gioco è un adolescente che intraprende un viaggio attraverso Unima per diventare Maestro di Pokémon. All'inizio, il giocatore può scegliere tra Snivy, Tepig o Oshawott come Pokémon iniziale come regalo della Professoressa Aralia. Assieme a lui intraprendono il viaggio i suoi amici di infanzia, Komor e Belle, che occasionalmente combatteranno contro il giocatore. L'obiettivo principale del giocatore è ottenere le otto medaglie delle Palestre di Unima e alla fine sfidare i Superquattro della Lega Pokémon e il Campione per completare la storia principale.
Durante il viaggio, il giocatore dovrà anche sconfiggere la principale forza antagonista del gioco, il Team Plasma, un gruppo di fanatici che afferma che i Pokémon sono oppressi dall'umanità e cercano di liberarli dai loro allenatori. Il Team Plasma è guidato da N, un giovane che è stato cresciuto insieme ai Pokémon e li vede come amici piuttosto che come strumenti per gareggiare. Durante il gioco, il giocatore incontrerà spesso N, il quale afferma che catturando uno dei Pokémon leggendari di Unima e sconfiggendo il Campione Nardo, sarà riconosciuto come l'eroe di Unima e sarà in grado di convincere gli umani a separarsi dai loro Pokémon. A seconda della versione del gioco, N catturerà Zekrom in Nero o Reshiram in Bianco.
Dopo che il giocatore ha sconfitto i Superquattro ed è entrato nella sala del Campione, scopre che N ha sconfitto Nardo, conquistando quindi il titolo di Campione Pokémon. Subito dopo, evoca un grande castello che circonda la Lega Pokémon, sfidando il giocatore a trovarlo per prendere parte a una battaglia finale. Quando il giocatore finalmente lo raggiunge, Reshiram (in Nero) o Zekrom (in Bianco) appare davanti al giocatore, che deve catturare il Pokémon leggendario prima di sfidare N. Dopo la sua sconfitta, Ghecis si intromette e rivela che le sue vere intenzioni erano usare N per assicurarsi che sarebbe stato l'unico essere umano rimasto in grado di controllare i Pokémon e usarli per governare il mondo. Nella sua rabbia, Ghecis sfida il giocatore a combattere. Dopo la sua sconfitta, Ghecis viene arrestato, permettendo a Nardo di riprendere la sua posizione di Campione Pokémon della regione di Unima. N ringrazia quindi il giocatore per aver contribuito a fargli capire il suo errore sulla natura della relazione tra le persone e i loro Pokémon prima di lasciare il castello assieme al Pokémon leggendario per dirigersi verso una terra lontana.
Dopo la sconfitta del Team Plasma, l'agente della Polizia Internazionale Bellocchio arriva a Unima e incarica il giocatore di trovare i rimanenti Saggi del Team Plasma, in modo che possano essere assicurati alla giustizia. Il giocatore può inoltre sfidare ancora una volta i Superquattro e Nardo, diventando alla fine il nuovo Campione Pokémon della regione di Unima. Il giocatore ottiene anche l'accesso alla parte orientale di Unima, prima preclusa, che contiene i Pokémon dei giochi precedenti della serie, così come l'accesso a un'area unica per ogni versione del gioco: la metropoli della Città Nera, sede di potenti allenatori di Pokémon; e la Foresta Bianca, dimora di umani e Pokémon che vivono in armonia. Camilla, ex campionessa della regione di Sinnoh, si trova anche in quest'area del gioco e può essere sfidata.

## Modalità di gioco
Fin dai primi screenshot diffusi dalla Nintendo si evince un miglioramento del motore grafico rispetto ai videogiochi precedenti. Da uno di essi è possibile notare l'introduzione delle nuvolette nei dialoghi. L'ambiente di gioco sarà parzialmente tridimensionale e gli sprite dei Pokémon saranno animati.
Sono state inoltre introdotte le Lotte in Triplo, in cui verranno mandati in campo tre Pokémon contemporaneamente, e le Lotte a Rotazione, in cui solo uno dei tre Pokémon messi in campo può affrontare l'incontro.
Nei videogiochi è inoltre presente una località esclusiva dipendente dal titolo: nella versione Nera sarà la Città Nera, mentre in quella Bianca la Foresta Bianca.
Infine sono state introdotte le stagioni, dipendenti dal mese in cui si svolge l'avventura. Tali stagioni, oltre a far mutare l'aspetto dei Pokémon Deerling e Sawsbuck, permetteranno di catturare determinati Pokémon in alcuni periodi dell'anno, ad esempio permettendo al giocatore di accedere a zone solamente in presenza della neve durante il periodo invernale.

## Campagna promozionale

Loghi giapponesi del videogioco

## Distribuzione in Giappone
Il 7 febbraio 2010 Jun'ichi Masuda mostrò la sagoma di un nuovo Pokémon nell'episodio di Pokémon Sunday, rivelando che si trattava del protagonista del film in uscita l'estate successiva e che sarebbe stato identificato nella puntata del 21 febbraio. Questo nuovo Pokémon apparve anche nel numero di marzo 2010 di CoroCoro Comic, disponibile il febbraio, in cui fu reso noto che il suo nome era "Zoroark" e si evolveva da un Pokémon chiamato "Zorua". Entrambi sono stati presenti nel film Pokémon: Il re delle illusioni Zoroark. A coloro che avevano acquistato i biglietti per il film in preordine fu possibile ottenere Raikou, Entei e Suicune sulle propre copie di Diamante, Perla, Platino, HeartGold e SoulSilver. Alla proiezione del film, i giocatori avrebbero potuto inoltre scaricare un Celebi sugli stessi giochi. Questi Pokémon avrebbero attivato eventi speciali in Bianco e Nero che avrebbero coinvolto rispettivamente Zoroark e Zorua.
Il 18 aprile 2010, l'episodio di Pokémon Sunday mostrò filmati di gioco del personaggio controllato dal giocatore che camminava in un ambiente 3D e un singolo screenshot raffigurante una battaglia tra lo Zoroark del giocatore e uno Zorua nemico. Il presentatore Shōko Nakagawa osservò come lo sprite di Zoroark del giocatore fosse uno sprite a corpo intero visto da dietro, mentre in passato tutti questi sprite mostravano solo una porzione più piccola del corpo del Pokémon. Il 9 maggio 2010, l'episodio di Pokémon Sunday rivelò le sagome dei tre Pokémon iniziali del gioco, che in seguito sono stati rivelati essere il Pokémon Serperba Tsutarja, il Pokémon Suinfuoco Pokabu e il Pokémon Lontra Mijumaru. Il gioco sarebbe stato ambientato nella regione di Isshu che avrebbe incluso la metropoli di Hiun City. Il 16 maggio 2010, l'episodio di Pokémon Sunday mostrò filmati di battaglia del gioco, illustrando le nuove animazioni e il posizionamento dinamico della telecamera; inoltre vennero descritte l'abilità Illusione di Zoroark e lo Zoroark speciale acquisito dal Pokémon regalo per la prenotazione del biglietto del cinema.
Il 28 maggio 2010, entrambi i siti web Pokémon giapponesi e inglesi hanno rivelato nomi e design dei due principali Pokémon leggendari di questi giochi, che fungono anche da mascotte di ciascuna versione del gioco: il Pokémon Bianco Verità Reshiram per Pokémon Nero e il Pokémon Nero Ideale Zekrom per Pokémon Bianco. Il numero di luglio 2010 di CoroCoro Comic rivelò numeerose informazioni sui giochi: le funzionalità di interattività wireless di C-Gear, la possibilità di caricare i dati di gioco su Internet e sul computer, Pokémon e mosse inediti, le tipologie di Reshiram e Zekrom, dettagli sull'evento di Celebi e Zorua e un nuovo personaggio: la Professoressa Araragi, la prima professoressa Pokémon donna ad apparire nei videogiochi. Il 27 giugno 2010, Pokémon Sunday annunciò l'uscita dei giochi per il 18 settembre 2010. L'episodio del 28 giugno di Oha Suta mostrò un trailer, che includeva nuovi filmati di gioco, personaggi e Pokémon inediti e un sistema di combattimento tre contro tre. Il numero di agosto 2010 di CoroCoro Comic illustrò molte nuove meccaniche di gioco: il sistema tre contro tre, il sistema Global Link online, un Dream World online che può consentire l'accesso ad altri Pokémon, l'accesso a un'area che utilizza il Wi- Fi ha chiamato Hilink (simile a Underground), una funzione speciale di chat video su Nintendo DSi e Nintendo 3DS, supporto per i kanji, differenze estetiche tra le due versioni del gioco, aree esclusive delle versioni del gioco, e personaggi, mosse, abilità e Pokémon inediti.
In Giappone McDonald's ha decorato uno dei suoi ristoranti ispirandosi ai Pokémon leggendari Reshiram e Zekrom.
Dal 20 ottobre 2010 viene distribuito il cofanetto di 4 CD contenenti le tracce dei due videogiochi con il titolo Nintendo DS Pokémon Black and White Super Music Collection.

## Sviluppo
Il 29 gennaio 2010, The Pokémon Company ha annunciato che un nuovo gioco era in fase di sviluppo per Nintendo DS, e che sarebbe stato reso disponibile nello stesso anno. Il director Jun'ichi Masuda ha dichiarato che diversi aspetti della serie erano stati rinnovati per la nuova generazione. Il 9 aprile 2010, il sito web giapponese ha rivelato che i titoli delle nuove versioni sarebbero stati Pokémon Nero e Bianco e ha annunciato la sua uscita entro il terzo trimestre del 2010. Gli screenshot pubblicati mostravano uno stile visivo migliorato rispetto ad altri giochi Pokémon, con un maggiore utilizzo della computer grafica 3D rispetto a qualsiasi altro gioco su portatile della serie.
Il 3 agosto 2010, Masuda ha annunciato sul suo blog che i giochi avrebbero inizialmente contenuto solo Pokémon appena introdotti per evocare la sensazione che si trattasse di un gioco nuovo di zecca, così da ricreare la sensazione dei giochi originali. In tutti i giochi successivi alla prima generazione, c'erano una serie di nuovi Pokémon introdotti coesistenti con altri appartenenti a generazioni precedenti. Successivamente è stato confermato che Pokémon Nero e Bianco sarebbero stati region-locked su Nintendo DSi e 3DS.

### Musica
Nintendo DS Pokémon Black · White Super Music Collection (ニンテンドーDS ポケットモンスター ブラック・ホワイト スーパーミュージックコレクション?, Nintendō Dī Esu Poketto Monsutā Burakku · Howaito Sūpā Myūjikku Korekushon) è una colonna sonora di quattro dischi con le musiche dei giochi composte da Masuda, Go Ichinose, Shota Kageyama, Hitomi Sato, Morikazu Aoki, Minako Adachi e Satoshi Nohara. La colonna sonora è stata pubblicata il 20 ottobre 2010, in Giappone. Ichinose è stato incaricato di dirigere tutti i versi dei Pokémon per il gioco mentre Adachi ha realizzato tutti gli effetti sonori.

## Accoglienza
| Testata                         | Giudizio |
| ------------------------------- | -------- |
| Metacritic (media al 23-1-2012) | 87/100   |
| Edge                            | 8/10     |
| Famitsū                         | 40/40    |
| Game Informer                   | 8,75/10  |
| GameSpot                        | 7,5/10   |
| GamesRadar+                     | 9/10     |
| IGN                             | 9/10     |
| Nintendo la Rivista Ufficiale   | 95%      |
| Nintendo Power                  | 9/10     |
| Videogamer.com                  | 9/10     |

Pokémon Nero e Bianco hanno ricevuto recensioni largamente positive dalla critica, con un punteggio complessivo dell'87% su Metacritic, ovvero "recensioni generalmente favorevoli". La rivista giapponese Famitsu Weekly ha assegnato al gioco un punteggio perfetto di 40/40, diventando il 15° gioco a ricevere un tale riconoscimento, oltre ad ottenere il punteggio più alto mai assegnato a un videogioco Pokémon alla sua pubblicazione. Annette Gonzalez di Game Informer ha osservato che "Pokémon Nero e Bianco fanno un ottimo lavoro sviluppando caratteristiche già solide e portandole a un livello successivo". Jamin Smith di VideoGamer.com ha criticato i giochi per non aver innovato tanto quanto alcune persone avrebbero voluto, ma ha dichiarato: "State tranquilli sapendo che Nero e Bianco sono giochi dannatamente belli; il meglio che la serie ha da offrire". Official Nintendo Magazine li ha definiti "un bellissimo perfezionamento di una grande serie [...] il miglior gioco Pokémon di sempre". Nintendo Power ha affermato che "le ultime due avventure della serie Pokémon creano dipendenza come sempre". Edge ha dichiarato che "sul futuro della serie Pokémon, Nero e Bianco non forniscono alcuna risposta, ma ci ricordano perché ci piacciono in primo luogo."
IGN ha assegnato ai giochi 9/10, un punteggio più alto di quello assegnato a qualsiasi altro gioco Pokémon per Nintendo DS. La recensione ha elogiato i giochi per aver rinnovato l'interesse per la serie, anche se ha criticato alcuni dei nuovi design Pokémon, spiegando che "a parte un assortimento più blando di mostri (in gran parte una lamentela estetica), questo è il meglio che Pokémon che ha da offrire su ogni livello, rinnovando il mio interesse in calo per le battaglie tra mostri". Jeremy Parish di Retronauts ha criticato i giochi, commentando che si è stancato subito dopo l'inizio e percependo che fosse troppo simile a tutti i precedenti giochi Pokémon. Ha inoltre proseguito affermando che EV e IV, meccaniche invisibili nel gioco, non sono necessariamente vantaggiose. Tuttavia, ha affermato che sarebbe fantastico per i nuovi giocatori. Lo ha anche confrontato con i giochi Pokémon Mystery Dungeon e Final Fantasy XIII, sostenendo che condividono tutti l'elemento comune di essere giochi deludenti prima di divenire buoni. Il collega di Retronauts Justin Haywald si è espresso sfavorevolmente sulla pubblicazione dei giochi sul DS, in quanto tale console aveva ricevuto due giochi principali della serie Pokémon. La redattrice di GamesRadar Carolyn Gudmundson ha dichiarato: "Potrebbe non rompere gli schemi dei Pokemon, ma Nero e Bianco offre abbastanza nuovi contenuti abbinati alle meccaniche di battaglia profonde e classiche della serie per renderlo infinitamente giocabile. Se potessi giocare a un solo gioco per il resto della tua vita, questa sarebbe una scelta saggia".
I design dei Pokémon di quinta generazione hanno ricevuto alcune critiche, in quanto, benché alcuni fossero buoni, altri apparivano poco ispirati e troppo ricalcanti quelli di prima generazione, sfruttando anche l'assenza di creature diverse da quelle inedite in tutta la campagna principale.

### Vendite
Nel primo giorno di uscita negli Stati Uniti d'America, sono state vendute 1 080 000 copie di Pokémon Versione Nera e Versione Bianca, mentre in Giappone, in soli due giorni, sono state vendute circa 2,6 milioni di copie, superando i risultati positivi già ottenuti con Pokémon Diamante e Perla e rendendolo il gioco che ha venduto maggiormente al lancio per Nintendo DS. Nel mercato britannico il titolo si è aggiudicato il secondo posto per vendite, preceduto da Il professor Layton e lo scrigno di Pandora.
Nel 2010, nel solo territorio giapponese, sono state vendute oltre 5 milioni di copie dei due videogiochi. Al 31 marzo 2019 le vendite complessive hanno totalizzato 15,64 milioni di unità.